# Operación Grial
La Operación Grial es una operación contra el dopaje en el deporte de élite realizada en España. Este proceso permitió desarticular una red de dopaje liderada por el doctor Walter Virú; dicha red ofrecía diversas prácticas ilícitas para mejorar el rendimiento de sus clientes deportistas: hormonas (incluyendo EPO y hormona de crecimiento) y medicamentos.
Las investigaciones de la Guardia Civil comenzaron en agosto de 2009 y desembocaron en detenciones y registros el 24 de noviembre, fecha en que se conoció la existencia de dicha operación. 

## Investigación de la Guardia Civil

### Origen de la investigación
La investigación surgió después de que en agosto de 2009 la Guardia Civil tuviera noticia de la existencia de una red de dopaje que operaba en la zona de Valencia.

### Detenciones
El 24 de noviembre de 2009, la Guardia Civil procedió a la detención en Valencia, Barcelona y Murcia de los presuntos responsables de la trama de dopaje sobre la base de la información recopilada hasta ese momento:
- Walter Virú, médico peruano especializado en medicina deportiva. Detenido en Valencia, donde residía desde su época de estudiante de medicina. Fue médico del equipo ciclista Kelme, donde compartió funciones con los hermanos Fuentes, Eufemiano (jefe médico) y Yolanda. Acusado de dopaje por Jesús Manzano en 2004, fue investigado en 2006 durante la Operación Puerto, aunque al contrario que Eufemiano, no fue detenido; según el diario El País, este hecho se debió a una súbita escasez de efectivos de la Guardia Civil para investigar la trama valenciana, que obligó a centrarse en la trama madrileña liderada por Eufemiano.[2] Sería el cabecilla de la red de dopaje objeto de la investigación.
- María Martínez G., ayudante y esposa de Walter Virú. Detenida en Valencia.[1]
- Juan Domingo Virú , farmacéutico e hijo de Walter Virú. Detenido en Valencia. Sería un estrecho colaborador de su padre, preparándose en su farmacia algunos medicamentos distribuidos por la red.[1]
- Water José Virú , entrenador de deportistas e hijo de Walter Virú. Detenido en Valencia.[1][3]
- Vicente Natividad, entrenador de ciclistas adaptados como Javier Otxoa. Detenido en Valencia.[1][3]
- Salvador Arrúe. Detenido en Valencia. Sería uno de los distribuidores de la red.[1][3]
- Enrique Roca, almacenista. Detenido en Valencia. Sería uno de los distribuidores de la red.[1][3]
- Carlos Vázquez. Detenido en Valencia. Sería uno de los distribuidores de la red.[1][3]
- José Ortega, ciclista amateur y distribuidor de Rafelbuñol. Detenido en Valencia.[1][3]
- Pedro José Vera, ciclista profesional (Contentpolis-AMPO). Detenido en Murcia.[4]
- Cristina Navarro, ciclista amateur. Detenida en Barcelona.[5]

El 26 de noviembre el instituto armado efectuó una detención más:
- Raúl Castaño, ciclista amateur. Detenido en Bétera (Valencia). Se encargaría de la distribución de sustancias dopantes como las que fueron halladas en su domicilio.[6]

### Registros
Tras las detenciones, la Guardia Civil realizó registros en las siguientes direcciones:
Valencia
- C/ Linares n.º 13: la clínica de Walter Virú. Los agentes se incautaron de dos ordenadores y diversa documentación.

Monserrat
- C/ San Antoni n.º 4: la farmacia más antigua de la localidad, llamada Valverde Virú, era propiedad de uno de los hijos de Walter Virú desde 2006.[7] En su interior los agentes hallaron EPO, CERA y hormona de crecimiento, así como un archivo clínico de pacientes.

Masamagrell
- el domicilio de Vicente Natividad.

Barcelona
- el domicilio de Cristina Navarro.

Bétera
- el domicilio de Raúl Castaño, donde se encontraron EPO, hormona de crecimiento y otras sustancias.

Murcia
- el domicilio de Pedro José Vera.

Guadix
- el domicilio del atleta Paquillo Fernández, en cuyo registro se incautaron sustancias dopantes como la EPO.[8]

### Servicios ofertados por la red
Además de sustancias dopantes como EPO, CERA y hormona de crecimiento, la red ofrecía a sus clientes sustancias para enmascarar los productos dopantes y evitar así que dieran positivo en los controles antidopaje.

### Los papeles del Kelme
Entre la documentación intervenida al doctor Virú había antiguos historiales, tratamientos y planes de preparación de la época en la que era médico del equipo ciclista Kelme, en la temporada 2003. Los papeles requisados, idénticos a las pruebas presentadas por Jesús Manzano en marzo de 2004 durante su confesión de dopaje al Diario As, utilizaban un argot ya descubierto a su colega Eufemiano Fuentes en la Operación Puerto.

## Historia
El 24 de noviembre de 2009, el médico peruano Walter Virú fue detenido por la Guardia Civil como presunto cabecilla de una red de dopaje. La operación, en la que fueron detenidas 10 personas más (incluyendo su mujer María Martínez y sus dos hijos, uno, Juan Domingo, farmacéutico y el otro, Walter José, estudiante de farmacia) y se practicaron un total de 15 registros, se realizó simultáneamente en Valencia, Barcelona, Murcia y Granada. Otros de los implicados fueron el ciclista Pedro José Vera, que fue puesto en libertad tras declarar ante la Guardia Civil, y el atleta Paquillo Fernández, al que le encontraron EPO en su domicilio.